# Nico Christ
Nico Christ, född 30 oktober 1981 i Tübingen, är en tysk bordtennisspelare, som spelat för TSV Gräfelingen i andra division sydtyska ligan.

## Meriter
- 1998 - Lag-EM-guld för ungdomar i Norcia, Italien
- 2002 - Andradivisionssegrare med TTC Karlsruhe-Neureut
- 2003 - Tysk mästare i herrdubbel tillsammans med Bastian Steger
- 2004 - Tysk mästare i mixed dubbel tillsammans Christina Fischer
- 2004 - Bronsmedaljör i herrdubbel vid tyska mästerskapen tillsammans med Bastian Steger
- 2005 - Bronsmedaljör i mixed dubbel vid tyska mästerskapen tillsammans med Christina Fischer
- 2007 - Kvartsfinal i herrsingel vid tyska mästerskapen
- 2007 - Bronsmedalj i lagtävlingen vid universiaden i Bangkok